# Farner WF.21
Farner WF.21/C4 byl švýcarský letoun postavený v polovině 30. let společností Farner-Werke AG. Jednalo se vlastně o přestavbu třímístného letounu Compte AC-4 Gentleman na čtyřmístný a s novým motorem Walter Major 4.

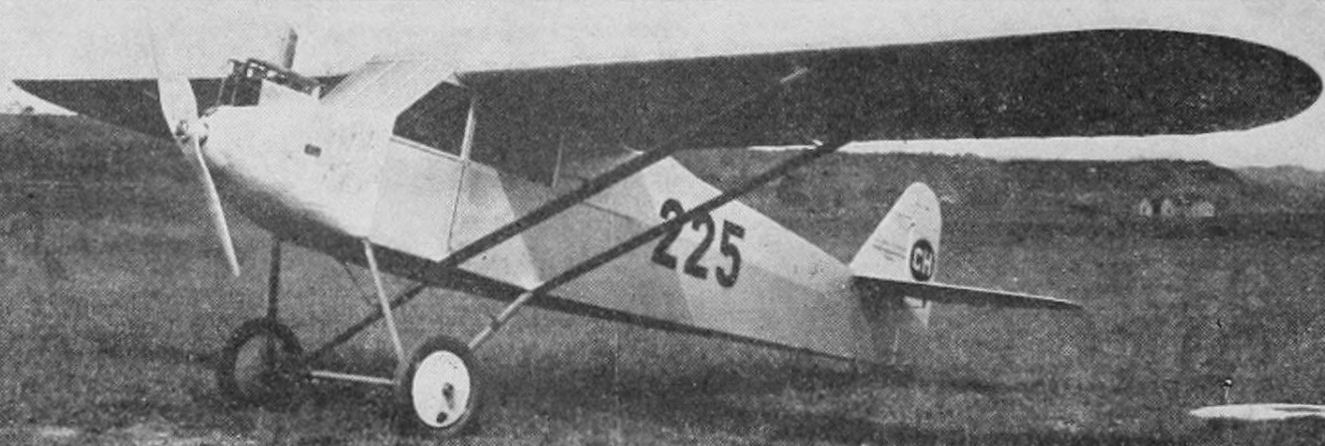
Comte AC-4 s imatrikulací CH-225 před přestavbou na Farner WF.21/C4 (Aero Digest, March 1929)

## Vznik a vývoj
Willy Farner (1905–1978) založil společnost Willi Farner Flugzeugbau v městečku Grenchen (spíše známé výrobou hodinek Breitling S.A. než leteckou výrobou) se sídlem na místním letišti ve švýcarském kantonu Fribourg. Začal jako konstruktér amatérských kluzáků. Za pořadatelství místního Aero Clubu se 3. července 1932 na tomto regionálním letišti konalo významné setkání, na kterém národně známý Willi Farner, který měl sehrát důležitou roli v rozvoji letectví v Grenchenu, demonstroval akrobacii na kluzáku Spyr II.
V roce 1934 se společnost přejmenovala na Farner-Werke AG. Počet 10 zaměstnanců rozšířil a zaměstnával asi 100 kvalifikovaných odborníků. Společnost Farner-Werke AG byla mimo stavby kluzáků především podnikem pro provádění generálních oprav letadel. Ale mimo to v roce 1934 vyrobila dvoumístný dvouplošník vlastní konstrukce a v roce 1935 postavila čtyřmístný hornoplošný jednoplošník WF.21/C4, který vznikl přestavbou třímístného letounu Compte AC-4 Gentleman (Alfred Comte, Schwizerische Flugzeugbau AG, Oberried). Od roku 1934 firma Farner-Werke AG Grenchen vyráběla náhradní díly pro švýcarskou armádu a pravděpodobně také pro německou armádu (Wehrmacht), protože se firma dostala na "černou listinu" výrobců, kterou vydalo Spojené království. Po válce společnost prošla vážnou krizí, kterou překonala po roce 1950. V šedesátých letech převzala údržbu letadel pro letiště Granges/Grenchen a Sion (Farner Air Service SA). Farner byl v této společnosti ředitelem a předsedou představenstva od roku 1934 do roku 1978.

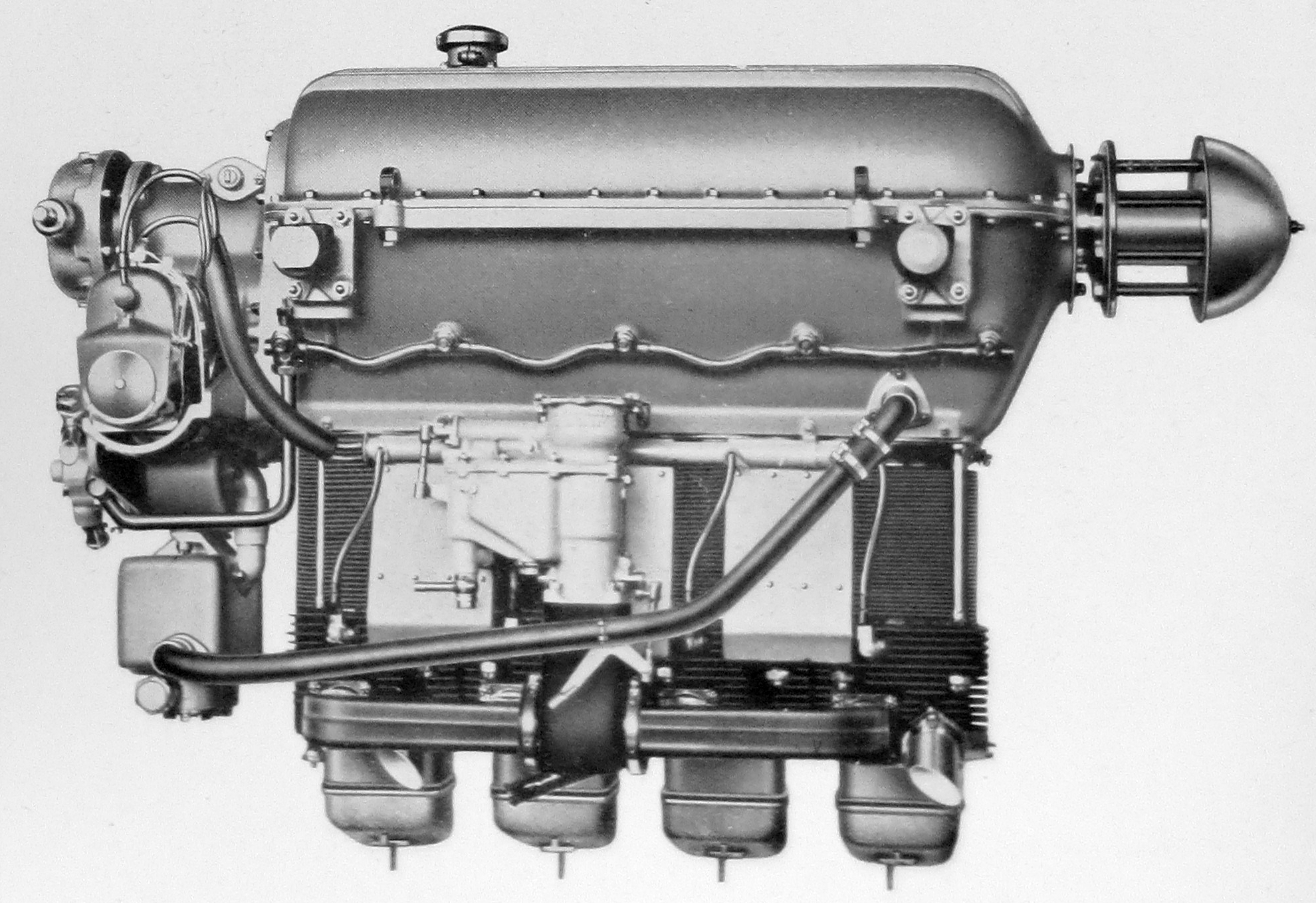
Walter Major 4 (1934)

## Popis letounu
V roce 1935 vyrobený letoun WF.21/C4 byl čtyřmístný, vzpěrový hornoplošný jednoplošník, který vznikl na "základech" přestavbou třímístného Compte AC-4 Gentleman, který byl osazen řadovým motorem Cirrus Hermes o vzletovém výkonu 115 k (86 kW). Tento třímístný letoun Compte AC-4 (výr. č. 13) byl přestavěn na čtyřmístný WF.21, výr. č. 5. Letoun byl smíšené konstrukce (dřevo-ocel).Trup byl svařen z ocelových trubek. Pevný, beznápravový, dvoukolový podvozek s tlumiči nárazů a se standardní ostruhou pod ocasem.
Letoun byl poháněn silnějším, československým čtyřdobým zážehovým vzduchem chlazeným invertním, řadovým čtyřválcovým motorem Walter Major 4 s přímým náhonem vrtule, který vyráběla od roku 1933 A.S. Walter, továrna na automobily a letecké motory v Praze - Jinonicích.
Konstrukce letounu až na instalovaný motor a zvětšenou kapacitu byla stejná jako u Compte AC-4.

## Použití
Letoun během svého provozu létal se třemi imatrikulacemi. Původní letoun Comte Alfred AC-4 byl ve švýcarském leteckém rejstříku od 9. července 1928 do 30. září 1929. Toto letadlo vlastnil H. Wild z Dübendorfu. V tomto provedení létal s imatrikulací CH-225. Po přestavbě na Farner WF.21/C4 byl zanesen do švýcarského civilního rejstříku 1. června 1936 s imatrikulací HB-AFA. Letoun s touto imatrikulací byl v majetku společnosti W. Farner a potom jej vlastnila společnost Aero-Amphibium A.G. Herzogenbuchsee nedaleko Bernu.
Letoun byl používán jako cestovní, školní, spojovací (poštovní) a vlečný pro kluzáky.
Letoun Farner WF.21/C4 (Comte Alfred AC4) byl potom imatrikulován ve Francii (F-PBXT) od 30. května 1950 až do 20. října 1983. Letoun vlastnil André Mousset.

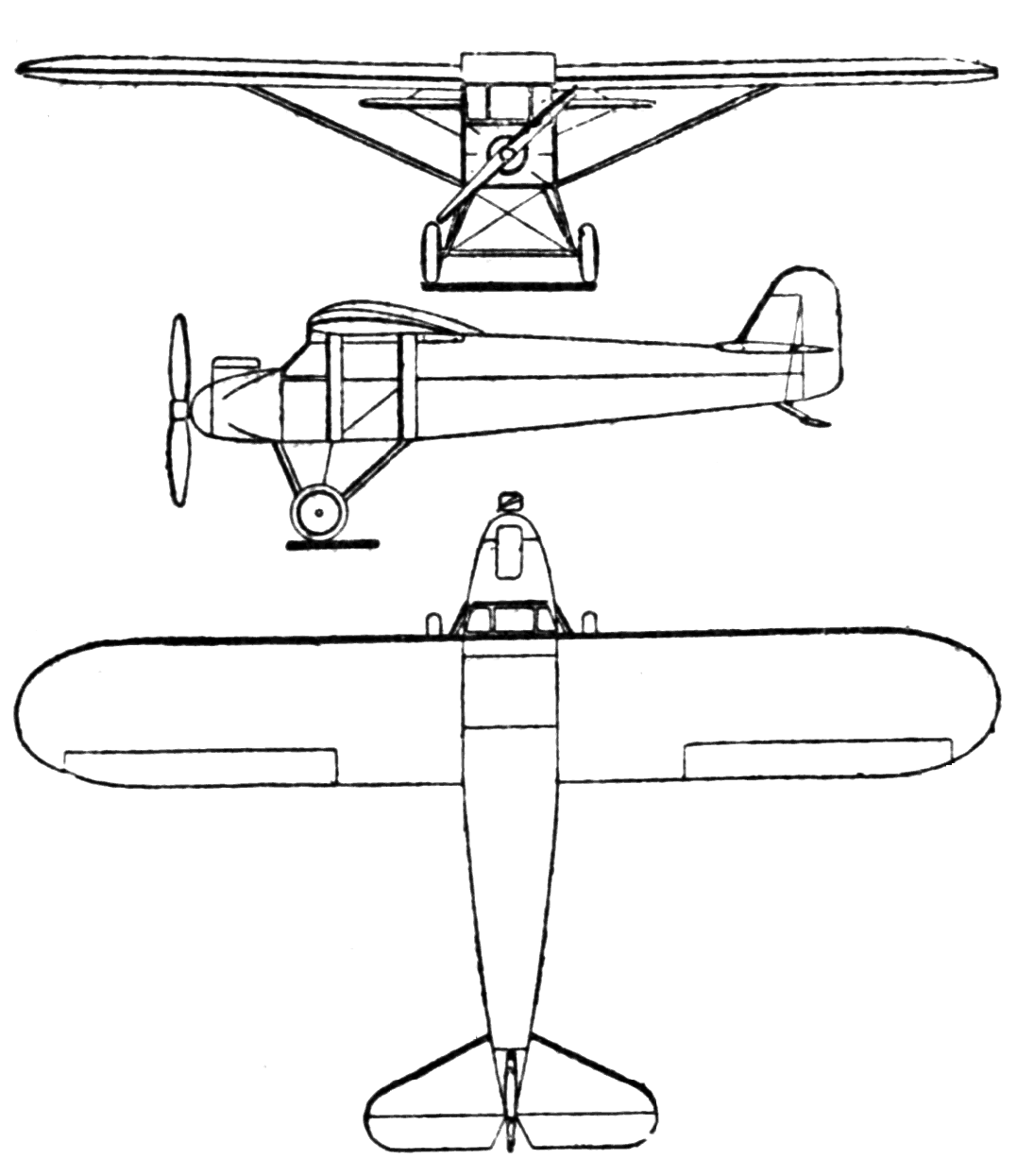
Comte AC-4, skica (Le Document aéronautique, October 1928)

## Uživatelé
- Švýcarsko
  - Farner-Werke AG, Aero-Amphibium Herzogenbuchsee AG.
- Francie

## Specifikace
Data pro AC4 podle

### Technické údaje
- Posádka: 1
- Cestující: 3
- Rozpětí: 12,13 m
- Délka: 8,05 m
- Výška: 2,90 m
- Nosná plocha: 20 m2
- Plošné zatížení: kg/m2
- Hmotnost prázdného letounu: 500 kg
- Vzletová hmotnost: 800 kg
- Pohonná jednotka: 1× pístový, vzduchem chlazený, invertní, čtyřválcový řadový motor Walter Major 4
  - nominální, jmenovitý výkon: 120 k (88,3 kW) při 2100 ot/min
  - maximální, vzletový výkon: 130 k (95,6 kW) při 2350 ot/min
- Vrtule: dvoulistá dřevěná

### Výkony
- Maximální rychlost: 175 km/h
- Cestovní rychlost: 140 km/h
- Dostup: 4 000 m
- Dolet: 700 km